# Прутильці
Прутильці́ — село в Україні, у Звенигородському районі Черкаської області, підпорядковане Стеблівській селищній громаді. У селі мешкає 194 людей.
Іноді назва пишеться як Притульці.

## Народились
Уродженцем села є Коломієць Віталій Олегович (* 1992) — старший солдат Збройних сил України, учасник російсько-української війни.